# 대침체
대침체(大沈滯, 영어: Great Recession) 또는 소공황(小恐慌, 영어: Lesser Depression), 긴 침체(긴 沈滯, 영어: Long Recession), 2009년 세계 침체(2009年世界沈滯)는 2000년대 후반부터 시작된 전 세계적 경제 침체이다. 미국에서 집계된 국가 자료에 따르면, "세계적인" 경제 침체는 2008년 3분기에 시작되어 2009년 1분기에 끝났다고 분석하고 있다.
유동성 위기와 관련하여, 일반적으로 2007년 8월 9일 미국의 주요 중앙은행들이 은행간 시장에서 유동성 대출에 개입하기 시작한 것부터 시작한 것이라고 인정하고 있다. 이것이 BNP 파리바가 "유동성이 완전히 증발했다"라는 말을 이용하여 일시적으로 3개 헤지 펀드에 대한 인출을 중지하자 나타난 반응이기 때문이다. 미국 주택 거품 붕괴의 촉발로 인해, 미국 부동산 판매 가격이 2006년 7월 이후 정점을 찍고 하락하자 이것이 부동산 가격을 급락시켜 궁극적으로 은행 간 신용 위기의 결과를 가져왔고, 미국 유가증권에 영향을 받게 되었으며 결국 세계적인 금융 기관 위기를 가져오게 되었다. 이 숨어 있던 은행 신용 위기의 첫 징후는 2007년 3월 서브프라임 모기지 담보 산업의 대붕괴로 인해 강제집행 비율이 예상보다 높았고 25개 이상의 서브프라임 대출 기관이 파산 선언 또는 상당한 손실을 발표하거나 자산을 매각한 것에서 나타났다.
대침체는 2009년 한해 국제 통화 기금이 정한 "계속적인 연간 1인당세계 총 생산량(GWP)의 하락"(구매력 가중치)이라는 세계적 불황의 기준을 맞춘 유일한 불황이다. 분기별 데이터는 세계 총 생산량의 85%를 차지하는 G20의 하락을 경기후퇴를 기준으로 하고 있음에도 불구하고, IMF는 완전한 데이터의 부재를 이유로 분기별 GDP의 데이터에 따라 세계적 경제 침체를 측정하거나 선언할 수 없다고 결정했다. 세계 GDP의 좋은 지표에도 불구하고, G20 국가의 "분기별 PPP 가중 실질 GDP"는 2008년 3분기부터 2009년 1분기까지 지속적으로 감소하였으며 전 세계적 수준에서 확실하게 경제 침체가 일어났음을 확인했다. 국가 수준의 경제 침체에 대한 정확한 시작 지점 및 끝 지점은 국가마다 모두 다르며, 심지어 일부 국가는 경제 침체를 경험하지 않았다.
유럽의 많은 국가들은 제2의 경제 침체를 겪고 있고, 평균 1년에서 3년 정도의 시간을 겪었다. 독일, 스위스, 스웨덴 등 일부 국가들은 제2의 경제 침체를 겪지 않았다. 유럽 밖의 대부분 국가들은 제2의 경제 침체를 겪지 않았다.
이 경제 침체는 다른 어떤 불황보다 국가 및 넓게는 세계 경제 전체에 영향을 주고 있으며, 전반적으로는 제2차 세계 대전 이후 최악의 세계적 경제 침체로 받아들여지고 있다. 이 침체는 다양한 조직적 불균형으로 나타나는 세계적 불황으로 미국의 2008년 서브프라임 모기지 사태 및 2008년 세계 금융 위기로 급격하게 촉발되었다. 이러한 경제 침체의 영향으로 유럽 국가부채위기, 내핍 상태(Austerity), 높은 수준의 가계부채, 무역 불균형, 고실업률, 2014년 제한적인 세계 성장 전망, 경제 침체의 회복을 위한 많은 국가의 장애가 지속적으로 받는 등 큰 영향을 받고 있다.

## 같이 보기
- 부채담보부증권
- 거품경제
- 2007~2008년 세계 금융 위기
- 국제 관계 (1989년 이후)
- 콘드라티예프 파동
- 석유 생산 정점
- 주가 대폭락
- 저축대부조합 위기
- 코로나19 경기후퇴

## 추가 자료
- JC Coffee, ‘What went wrong? An initial inquiry into the causes of the 2008 financial crisis’ (2009) 9(1) Journal of Corporate Law Studies 1
- Cohan, William D., The Last Tycoons: The Secret History of Lazard Frères & Co.. New York, Broadway Books (Doubleday), 2007. ISBN 9780385521772
- Cohan, William D., House of Cards: A Tale of Hubris and Wretched Excess on Wall Street, [a novel]. New York, Doubleday, 2009. ISBN 9780385528269
- Fengbo Zhang: 1.Perspective on the United States Sub-prime Mortgage Crisis , 2.Accurately Forecasting Trends of the Financial Crisis , 3.Stop Arguing about Socialism versus Capitalism .
- Fried, Joseph, Who Really Drove the Economy into the Ditch? (New York, NY: Algora Publishing, 2012) ISBN 978-0-87586-942-1.
- Funnell, Warwick N. In government we trust: market failure and the delusions of privatisation / Warwick Funnell, Robert Jupe and Jane Andrew. Sydney: University of New South Wales Press, 2009. ISBN 9780868409665(pbk.)
- Harman, Chris Zombie Capitalism: Global Crisis and the Relevance of Marx / London: Bookmarks Publications 2009. ISBN 9781905192533
- Paulson, Hank, On the Brink. London, Headline, 2010. ISBN 9780755360543
- Read, Colin. Global financial meltdown: how we can avoid the next economic crisis / Colin Read. New York: Palgrave Macmillan, c2009. ISBN 9780230222182
- Wallison, Peter, Bad History, Worse Policy (Washington, D.C.: AEI Press, 2013) ISBN 978-0-8447-7238-7.
- Woods, Thomas E. Meltdown: A Free-Market Look at Why the Stock Market Collapsed, the Economy Tanked, and Government Bailouts Will Make Things Worse / Washington DC: Regnery Publishing 2009. ISBN 1596985879
- Ivo Pezzuto Miraculous Financial Engineering or Toxic Finance? The Genesis of the U.S. Subprime Mortgage Loans Crisis and its Consequences on the Global Financial Markets and Real Economy (2008) ISSN 1662-761X. Journal of Governance and Regulation / Volume 1, Issue 3, 2012 of Virtus Interpress